# Faubert (marine)
Pour les articles homonymes, voir Faubert.
Dans le langage maritime, un faubert est un balai composé de fils de caret, utilisé pour laver ou sécher les diverses parties d'un bateau ; cette action s'appelle « essarder » ou « fauberter ». Le matelot chargé de cette tâche était appelé « fauberteur ». Ce terme est de moins en moins usité sur les navires marchands au profit de vadrouille ou du mot anglais mop.
Au sens figuré le mot désignait les rouflaquettes très abondantes comme en portaient les officiers et les amiraux suivant la mode au temps de Louis-Philippe.
Au Sénégal, ce mot a donné les verbes « foobere » en wolof puis « faubérer » (v intr.) en français sénégalais dans le sens de « passer la serpillère ».